# ナサニエル・バンクス
ナサニエル・プレンティス・バンクス（英: Nathaniel Prentice Banks、1816年1月30日-1894年9月1日）は、アメリカ合衆国の政治家、軍人である。マサチューセッツ州知事、アメリカ合衆国下院議長を務め、南北戦争のときは北軍の将軍だった。

## 初期の経歴

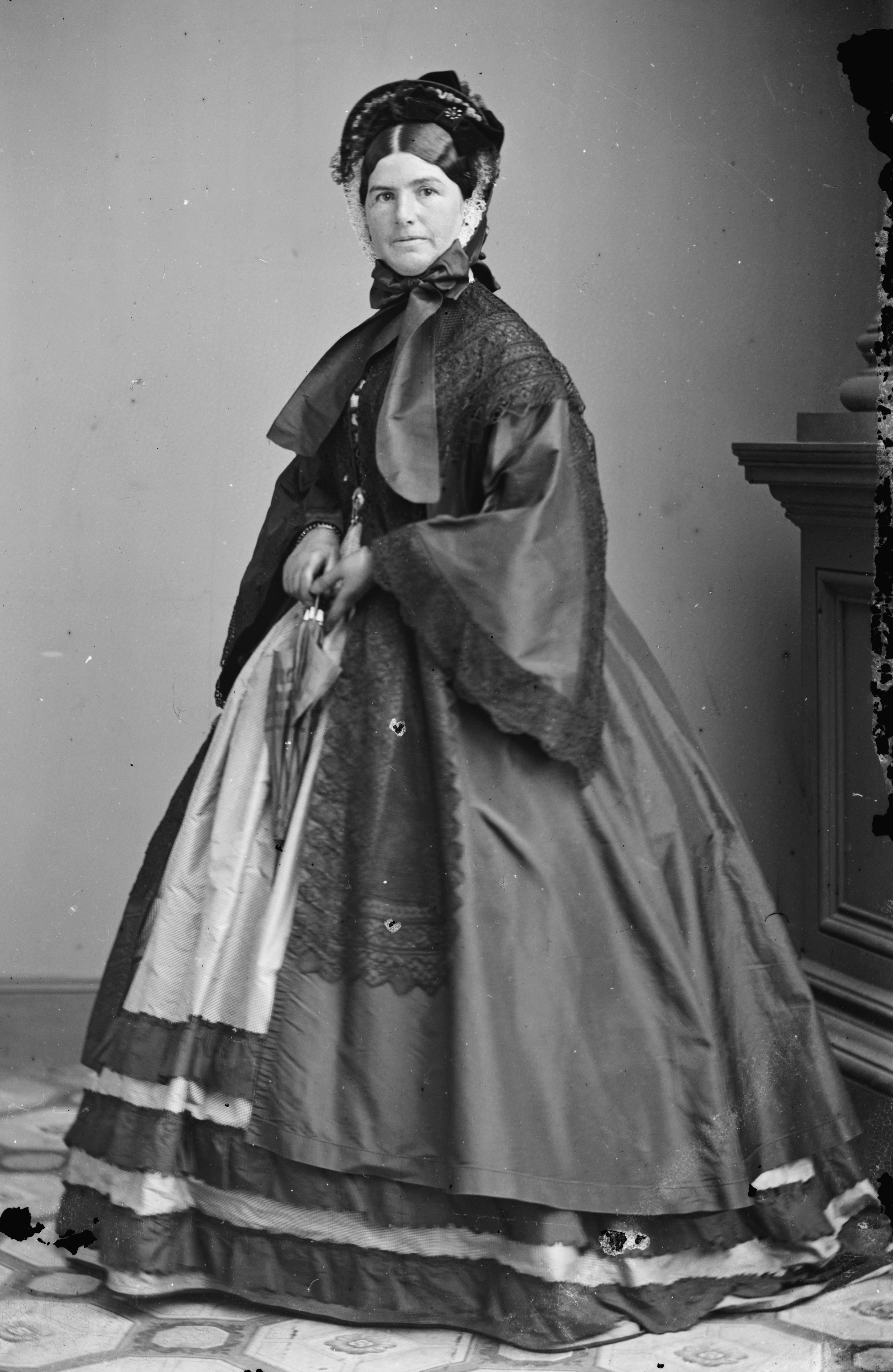
バンクスの妻、メアリー・セオドシア・パーマー

バンクスはマサチューセッツ州ウォルサムで、ナサニエル・プレンティス・バンクス・シニアとレベッカ・グリーンウッド・バンクス夫妻の最初の子として生まれた。公立学校の教育を受けただけで、若いうちに地元の綿糸工場でボビン・ボーイとして働き始めた。その生涯を通じてユーモアのある渾名、ボビン・ボーイ・バンクスで知られた。その後、機械工として修行し、短期間幾つかの週刊新聞の編集を行い、さらに法律を勉強して23歳で法廷弁護士として認められた。公衆の間での演説家としてその活力と能力が間もなく評判を取るようになった。よく響くはっきりした声と厳かな話し方で聴衆の前では指導的な姿に映るようになった。1847年4月11日、ロードアイランド州プロビデンスで、元工場従業員メアリー・セオドシア・パーマーと長い恋愛の後で結婚した。

## 政歴
バンクスは民主党員として1849年から1853年までマサチューセッツ州下院議員を務め、この間の1851年と1852年は議長を務めた。1853年の州憲法制定会議でも議長となり、同年に民主党と自由土地党の連衡候補者としてアメリカ合衆国下院議員に当選した。1854年にはノウ・ナッシング党として再選された。
連邦議会第34会期の開会時に、奴隷制がこの国に徐々に広がることに反対する幾つかの党の者達が団結してバンクスを議長に推し、1844年12月3日から1856年2月2日まで延々と続く最長でしかも最も激しい議長選びの後で、133回目の投票で議長に選出された。これは共和党としての最初の全国的な勝利と言われてきた。バンクスは反奴隷制の支持者を初めて議会の重要な地位に着け、カンザス州の紛争やチャールズ・サムナー上院議員の杖打ち事件の調査に協力した。さらに、バンクスの指名と決定には公平さの遺産も残した。1856年の大統領選挙では、ジョン・C・フレモントを共和党の中道候補として指名させる重要な役割を演じた。この過程の一部としてバンクスは、奴隷制の拡大に反対するノウ・ナッシング党が前もって調整していた大統領候補指名を辞退し、フレモント支持に動いた。その後の数年間、バンクスはマサチューセッツ州でノウ・ナッシング党と共和党の連衡に支持された。バンクスのノウ・ナッシング党の政策に対する興味は最低限のものであり、投票のための厳しい居住条件のみを支持した。
1857年にも共和党員として再選され、1857年12月には議席を辞して、1858年から1860年までマサチューセッツ州知事となった。この期間は何年もの不況によって政府の縮小を迫られていた。1860年の大統領選挙では共和党の候補指名を得ることを真剣に試みたが、マサチューセッツ州内の党員の不和、「安全な」共和党優勢州の住人であること、および過去にノウ・ナッシング党に所属していたことで、その機会は失われた。その後短期間イリノイ・セントラル鉄道のシカゴ常駐取締役に雇われ、主に鉄道の所有する広大な土地の販売促進を担当した。

## 南北戦争
南北戦争の開戦が迫ってくると、エイブラハム・リンカーン大統領はバンクスを閣僚に据えようと考え、最終的には最初の志願兵少将の一人として選定し、1861年5月16日に指名した。南北戦争の開始時点でマサチューセッツ州民兵隊は組織がしっかりしており、装備も良いという認識がその指名決定において重要な役割を果たしており、バンクスは総務局長にも検討された。当初は陸軍士官学校を卒業した将軍達の多くの不満を買ったが、北軍側に新兵と金を惹きつける能力を含めその管理に政治的な恩恵をもたらした。

### 最初の指揮
バンクスは先ずメリーランド州アナポリスで指揮を執り、脱退の危険性があった奴隷所有州であるメリーランド州で南軍支持者を抑制し、次にポトマック川上流でロバート・パターソン准将が攻撃的な動きを取れなかったときにそこの指揮官として派遣された。

### バレー方面作戦
ジョージ・マクレラン少将が1862年春に半島方面作戦に出陣すると、シェナンドー渓谷にいるストーンウォール・ジャクソンの南軍がリッチモンド守備の援軍に回ることを阻止するという重要な任務がバンクスの指揮する2個師団に与えられた。バンクス隊が難しい供給線のはずれにあたる渓谷南部に到着すると、大統領が北のはずれにあるストラスバーグまで呼び戻した。このときジャクソンは急速に隣り合うルレー渓谷を下っており、5月25日にバージニア州ウィンチェスターから撤退中のバンクス隊を追い出し、ポトマック川の北まで後退させた。バレーにおけるバンクスや他の北軍将軍達の指揮する優勢な敵に対してジャクソンの操軍と電撃的な攻撃というこの作戦は、北部を当惑させ、ジャクソンをアメリカ史の中でも最も有名な将軍の一人にさせた。
8月9日、バンクスはバージニア州カルペパー郡にあるシーダー山でジャクソン軍と再度遭遇し、攻撃は当初成功したが、南軍A・P・ヒルによる反撃でバンクス軍団を撃退し、南軍がその日の勝利を奪った。その日の終わりに北軍ジョン・ポープ少将の援軍が到着し、ジャクソン軍の残り部隊も同様に到着したので、そこで2日間のこう着状態となった。北部の新聞はバンクスの功績についてお世辞使いの版を用意し、一方南部の新聞はこの戦闘が南部の勝利と宣言した。

### メキシコ湾岸軍
バンクスは次にワシントンD.C.防衛軍の指揮を任された。1862年11月にニューヨーク州やニューイングランドから引っ張って来る3万名の新兵を編成することを求められた。元マサチューセッツ州知事としてこれらの州知事とは結び付きがあり、徴兵業務は成功だった。12月にこれら新兵の大部隊を連れてニューヨークから船に乗り、ニューオーリンズに行って、メキシコ湾岸軍指揮官としてベンジャミン・バトラー少将と交代した。ミシシッピ川を遡り、当時ビックスバーグ占領を目指していたユリシーズ・グラント軍と合流する命令を受けたバンクスは、先ずバイユー・テッシュから南軍を追い、ルイジアナ州アレクサンドリアに進軍し、裕福な農業地帯から奴隷、綿花および牛を徴収した。

### ポートハドソンの包囲戦
南軍がその守備隊をミシシッピ川沿いポートハドソンに撤収した時、バンクスは1863年5月にそこを包囲した。ポートハドソンの包囲戦の間に要塞を急襲する試みが2度行われたが、ビックスバーグと同様、惨憺たる結果になった。ポートハドソンではバンクスの承認で、南北戦争の主要な戦いで初めてアフリカ系アメリカ人兵士が使われた。要塞の守備隊は食糧や弾薬が不足し、ビックスバーグが陥落したという報に接した1863年7月9日に降伏した。ミシシッピ川全体が北軍の支配下に入った。
1863年秋、バンクスは主にメキシコにいるフランス軍が南軍を助けたりテキサス州を占領したりしないようにする目的で2度船でテキサスへの遠征を行い、結果的にリオ・グランデ川河口近くの地域とテキサスの離れ島の領有を確保した。

### レッド川方面作戦
レッド川方面作戦（1864年3月-5月）はバンクスの上官であるグラントが戦略的陽動と考えたものであり、1864年春の一連の協働攻勢作戦の一部として、バンクスには東に侵攻してアラバマ州モービルの占領を望んだ。バンクス自身はその作戦に同意できず、その代わりにガルベストンの占領を望んだが、参謀総長ヘンリー・ハレックから行動の命令が来た。ハレックの作戦はリンカーン内閣に承認されており、バンクスは職務上嫌々ながらそれに従った。
バンクス軍は南軍リチャード・テイラー（元大統領ザカリー・テイラーの息子）のためにマンスフィールドの戦いで大敗を喫し、20マイル (32 km)後退して翌日はプレザントヒルの戦いで踏みとどまった。バンクス軍はアレクサンドリアまでの後退を続け、そこで北軍内陸艦隊の一部と再結集した。デイビッド・ディクソン・ポーター指揮する海軍は南部の綿花を金になる戦利品として取るためにレッド川方面作戦に加わり、バンクスは金持ちの投機家に綿花を集めるために従軍を許していた。この混成部隊にアーカンソー州から陸路を辿れなかった共同軍が加わり、ウィリアム・シャーマンに属する2つの軍団は半ば独立した行動を採り、またこの軍隊が頼る川の水面は危険なくらい低かった。
バンクスはその後退を続けるためにポーターの艦隊に頼ったが、ポーターの艦隊は低水位のためにアレクサンドリアの滝以上は進めなかった。バンクスはジョセフ・ベイリーの提案した計画を承認し、水路に残された僅かな水を上げる手段として突堤を造ることにした。10日間に放火を浴びる1万名の兵士が2つの堤を造り、なんとかポーターの艦隊とバンクス軍を救出した。
この方面作戦の後、シャーマン将軍はそのアトランタに対する作戦を開始する直前だったが、シャーマンはレッド川方面作戦のことを「初めから最後まで最悪のしくじり」と呼んだ。
バンクスはレッド川方面作戦の後で指揮官から外された。
南軍は戦争の残り期間レッド川を保持し続けた。その部隊はロバート・E・リーがバージニア州アポマトックス・コートハウスで休戦を求めたその2ヵ月後、1865年6月に最終的に降伏した。

### 管理任務
野戦指揮から外されたことで、リンカーン大統領はワシントンでバンクスに休暇を取らせ、そこでバンクスは大統領のルイジアナ再建計画について数ヶ月間活動した。バンクスは以前にルイジアナの中道体制擁護者文民政府の選出を取り仕切っており、彼が組織し予算を取った念入りな儀式で就任させていた。1865年早くに保守派民主党員ウィリアム・ファーラー・スミスとジェイムズ・T・ブラディが主宰した大統領機密調査委員会は、ニューオーリンズ地域における欠陥のある正規ではない貿易許可とバンクスを結びつけるために多大の努力を払った。幾らか一方的な最終委員会報告書では、具体的にバンクスを不正行為で告発せず、公開されることは無かった。しかし、バンクスは後にクレディット・モビリア・スキャンダルに結び付けられた男達やその他問題があると評判の者達に明白な補償無しに確かに特別の恩恵を認めていた。

## 戦後の経歴
1865年8月、バンクスはアンドリュー・ジョンソン大統領によって任務を解かれ、1865年から1873年に再び合衆国下院議員となり、外交問題委員会の委員長を務め、時には共和党党員集会の議長も務めた。アラスカ購入法案の最後の成立に重要な役割を演じ、またマニフェスト・デスティニーを早くから強く推奨した者の一人でもあった。カナダやカリブ海諸島についてその地域のヨーロッパの影響力を減じるためにアメリカ合衆国がそれらを獲得すべきと考えた。またクレディット・モビリア・スキャンダルの調査委員会にも携わった。
1872年、バンクスはユリシーズ・グラント大統領の治世に不満を抱き、ホレス・グリーリーを支持する進歩的共和党に参加した。グリーリーのために北部中を選挙運動しているときに、対抗馬がマサチューセッツ地区で進歩的共和党と民主党の候補者であるバンクスを破るに十分な支持を集めることに成功した。バンクスはケンタッキーやその他の鉄道を開通させることに関わったことが政治的には損失に繋がったと考えた。しかし、1873年の恐慌で鉄道景気が下火になり、講演活動を続けてマサチューセッツ州上院議員を務めた。
1874年、独立候補として合衆国下院議員に再度選ばれ次の2期は再び共和党員として務めた（1875年-1879年）。1876年の選挙で異常事態となったサウスカロライナ州の事情を調査する委員会メンバーになった。その次の任期は選挙で敗北し、ラザフォード・ヘイズ大統領がバンクスを連邦保安官に任命し、これを1879年から1888年まで務めた後で、1888年に共和党員として合衆国下院議員に10期目の当選を果たした。この最終任期で精神的に荒廃し、次は候補指名されなかった。バンクスは1894年にマサチューセッツ州ウォルサムで死に、そこのグラブヒル墓地に埋葬されている。